# Tatsu Aoki

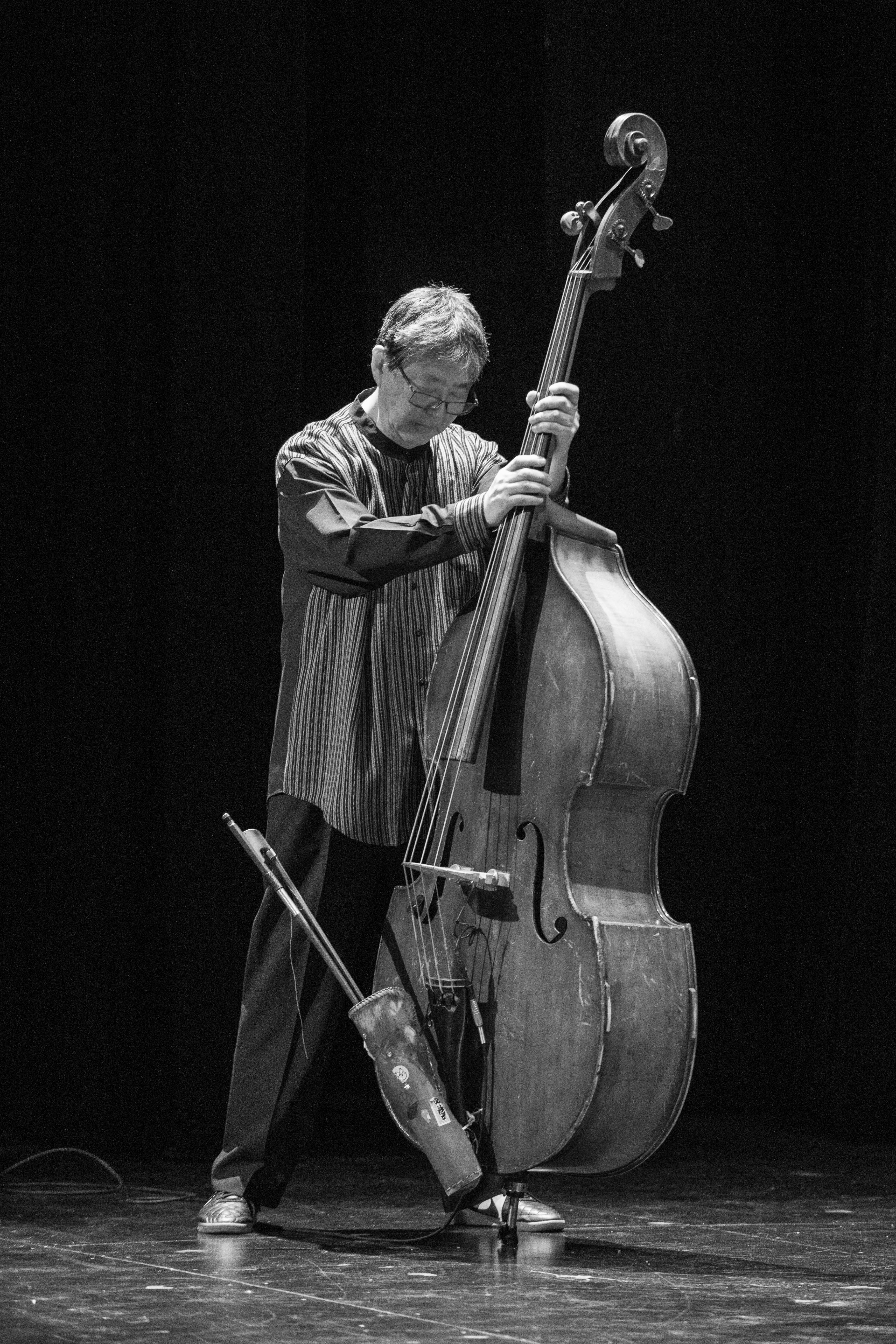
Tatsu Aoki

Tatsuyuki „Tatsu“ Aoki (jap. 青木 達幸, Aoki Tatsuyuki bzw. タツ・青木, Tatsu Aoki; * 19. September 1957 in der Präfektur Tokio) ist ein japanischer Jazzmusiker (Kontrabass, auch Taiko, Shamisen) und Filmschaffender, der seit den späten 1970er Jahren in Chicago arbeitet.

## Leben und Wirken
Aoki stammt aus einer traditionellen Künstlerfamilie und gehörte in den 1970er Jahren der tokioter Untergrundkunstbewegung an. Als Mitglied des experimentellen Musikensembles Gintenkai mischte er traditionelle japanische mit westlicher Musik. 1977 zog er nach Chicago, wo er Filmkunst am Art Institute of Chicago studierte.
Aoki spielte 1989 in Chicago sein Debütalbum Depressingly Happy (Innocent Eyes & Lenses) vor; 1992/93 folgten weitere Soloproduktionen, Needless to Say und der Livemitschnitt Avant-Bass Live. Das Album Kioto nahm er in wechselnden Duo-Besetzungen mit Bradley Parker-Sparrow, Jim O’Rourke, Reza Utopicblue, Michael Zerang und Sanjuro Tsubaki auf. In den späten 1990er- und 2000er-Jahren spielte er in Chicago mit Fred Anderson, Yasuhiro Otani, Malachi Favors, Kenny Millions, Famoudou Don Moye (A Symphony of Cities, 2002),  Roscoe Mitchell (Chicago Duos, 2005), im Trio mit Joseph Jarman und Robbie Hunsinger, des Weiteren mit Jason Kao Hwang und Francis Wong.
Aoki ist der Gründer und Direktor des Chicago Asian American Jazz Festival und hat die Far East Suite des Asian American Jazz Orchestra produziert. Mit dem Miyumi-Projekt verfolgte er das Ziel, östliche und westliche Motive, Instrumente und Stile in Einklang zu bringen.
Aokis Film Light wurde beim Canada International Film Festival 2017 als bester Experimentalfilm ausgezeichnet. Er ist gegenwärtig Professor an der Abteilung für Filmkunst und neue Medien des Art Institute of Chicago, wo er Filmproduktion und Filmgeschichte lehrt. Im Bereich des Jazz war er zwischen 1990 und 2009 an 49 Aufnahmesessions beteiligt.

## Diskographische Hinweise
- Needless to Say (Sound aspects, 1992)
- Kioto (Asian Improv, 1994)
- Live at the Blue Rider Theater (IEL, 1998)
- At Unity Temple (Air, 1997)
- Miyumi Project (Southport Records, 2000)
- Basser Live (Asian Improv, 2000)
- Trio (Melungeon Records, 2003), mit Joseph Jarman, Robbie Lynn Hunsinger